# Ерёменко, Андрей Андреевич
Андрей Андреевич Ерёменко (род. 8 января 1949, Таштагол, Кемеровская область) — российский учёный в области разработки рудных месторождений на больших глубинах в регионах повышенной сейсмической активности, доктор технических наук (1995), профессор (2006), Заслуженный изобретатель Российской Федерации (2003).Избран членом-корреспондентом РАН 29 мая 2025 года. .

## Биография
Родился 8 января 1949 года в городе Таштагол (Кемеровская область).
Окончил горный факультет Сибирского металлургического института (1972) и аспирантуру СФТГП ИФЗ им. О. Ю. Шмидта АН СССР (1977—1980). В 1983 г. защитил кандидатскую диссертацию на тему «Разработка способов распределения энергии взрыва с целью улучшения дробления при подземной отбойке руд».
В 1980—1982 гг. научный сотрудник ИПКОН АН СССР. В 1983—1989 гг. заместитель главного инженера Таштагольского рудника НПО «Сибруда».
С 1989 г. в Институте горного дела СО РАН: докторант (1989—1993), старший научный сотрудник (1993—1995), заведующий лабораторией физико-технических геотехнологий (1995—2013), с 2014 заместитель директора по научной работе.
Доктор технических наук (1995), профессор (2006). Докторская диссертация:
- Геомеханическое обоснование разработки рудных месторождений на больших глубинах в регионе повышенной сейсмической активности : диссертация … доктора технических наук : 05.15.02. — Новосибирск, 1995. — 277 с. : ил.

## Публикации
Автор более 300 научных работ, в том числе 22 монографий, обладатель 80 авторских свидетельств и патентов.
Основные публикации:
- Совершенствование геотехнологии освоения железорудных удароопасных месторождений в условиях действия природных и техногенных факторов = Geotechnological advancement in mining rockburst-hazardous iron-ore deposits under natural weathering and technogenic impact / А. А. Еременко, В. А. Еременко, А. П. Гайдин ; Российская акад. наук, Сибирское отд-ние, Ин-т горного дела; отв. ред. Д. Р. Каплунов. — Новосибирск : Наука, 2008. — 312 с. : ил., табл.; 25 см; ISBN 978-5-02-023218-1 (в пер.)
- Отработка технологических блоков при массовом обрушении руд в условиях напряженно-деформированного состояния массива горных пород / А. А. Еременко, А. П. Гайдин, В. А. Еременко ; Отв. ред. В. Е. Миренков ; Рос. акад. наук. Сиб. отд-ние. Ин-т горн. дела. — Новосибирск : Наука, 2002 (Акад. тип. Наука РАН). — 112 с. : ил., табл.; 22 см; ISBN 5-02-032007-2 (в пер.)
- Горно-геологические и геомеханические условия разработки железорудных месторождений в Алтае-Саянской складчатой области [Текст] = Mining-geological and geomechanical conditions for development of iron-ore deposits in Altai-Sayan folded area : монография / А. А. Еременко, В. А. Еременко, А. П. Гайдин; отв. ред. А. В. Зубков ; Российская акад. наук, Сибирское отд-ние, Ин-т горного дела. — Новосибирск : Наука, 2009. — 224 с. : ил., табл.; 24 см; ISBN 978-5-02-023305-8
- Совершенствование технологии буровзрывных работ на железорудных месторождениях Западной Сибири [Текст] / А. А. Еременко ; Российская акад. наук, Сибирское отд-ние, Ин-т горного дела им. Н. А. Чинакала. — Новосибирск : Наука, 2013. — 188, [3] с., [11] л. ил., цв. ил., портр. : ил., табл.; 25 см; ISBN 978-5-02-019128-0
- Проведение и крепление горных выработок в удароопасных зонах железорудных месторождений / А. А. Еременко, А. И. Федоренко, А. И. Копытов ; Российская акад. наук, Сибирское отд-ние, Ин-т горного дела; отв. ред. В. Е. Миренков. — Новосибирск : Наука, 2008. — 235 с. : ил.; 25 см; ISBN 978-5-02-023176-4
- Технология разрушения горных пород при добыче строительных материалов и создания траншей с прокладкой подводных трубопроводов [Текст] = Technology of rock breaking in extraction of building materials and in trenching with underwater pipeline installation : [монография] / И. В. Клишин, А. А. Еременко ; Российская акад. наук, Сибирское отд-ние, Ин-т горного дела им. Н. А. Чинакала; отв. ред. А. И. Копытов. — Новосибирск : Наука, 2016. — 221, [3] с. : ил., табл.; 22 см; ISBN 978-5-02-019221-8 :
- Диагностика геофизических предвестников геодинамических явлений и развитие геотехнологии разработки железорудных месторождений [Текст] / А. А. Еременко, А. А. Беспалько, В. А. Еременко, Л. В. Яворович; ответственный редактор академик РАН К. Н. Трубецкой ; Российская академия наук, Сибирское отделение, Институт горного дела им. Н. А. Чинакала СО РАН. — Новосибирск : Наука, 2016. — 295, [1] с., [13] л. цв. ил. : ил., табл.; 25 см; ISBN 978-5-02-019224-9 :

## Награды и премии
Дважды лауреат Премии правительства Российской Федерации в области науки и техники:
- 1995 — за разработку и внедрение технологии взрывной отбойки руды пучковыми зарядами при подземной добыче;
- 2004 — за разработку, внедрение технологии крупномасштабной взрывной отбойки железных руд в сейсмоактивных районах Сибири.

Заслуженный изобретатель Российской Федерации (2003).